# Ludwig von Reuter
Ludwig von Reuter (9 februari 1869 - 18 december 1943) was een Duitse admiraal tijdens de Eerste Wereldoorlog. Aan het einde van de oorlog werd hij de bevelhebber van de Hochseeflotte. Op 21 juni 1919 gaf hij het bevel de Duitse vloot bij Scapa Flow tot zinken te brengen om daar mee te voorkomen dat de schepen in Britse handen zouden komen.

## Opleiding
Reuter is in Guben (Pruisen) geboren. Zijn vader, een kolonel in het Pruisische leger, kwam om het leven tijdens de Frans-Duitse Oorlog van 1870. In 1885 werd hij een cadet bij de Kaiserliche Marine op aandringen van zijn moeder.

## Militaire carrière

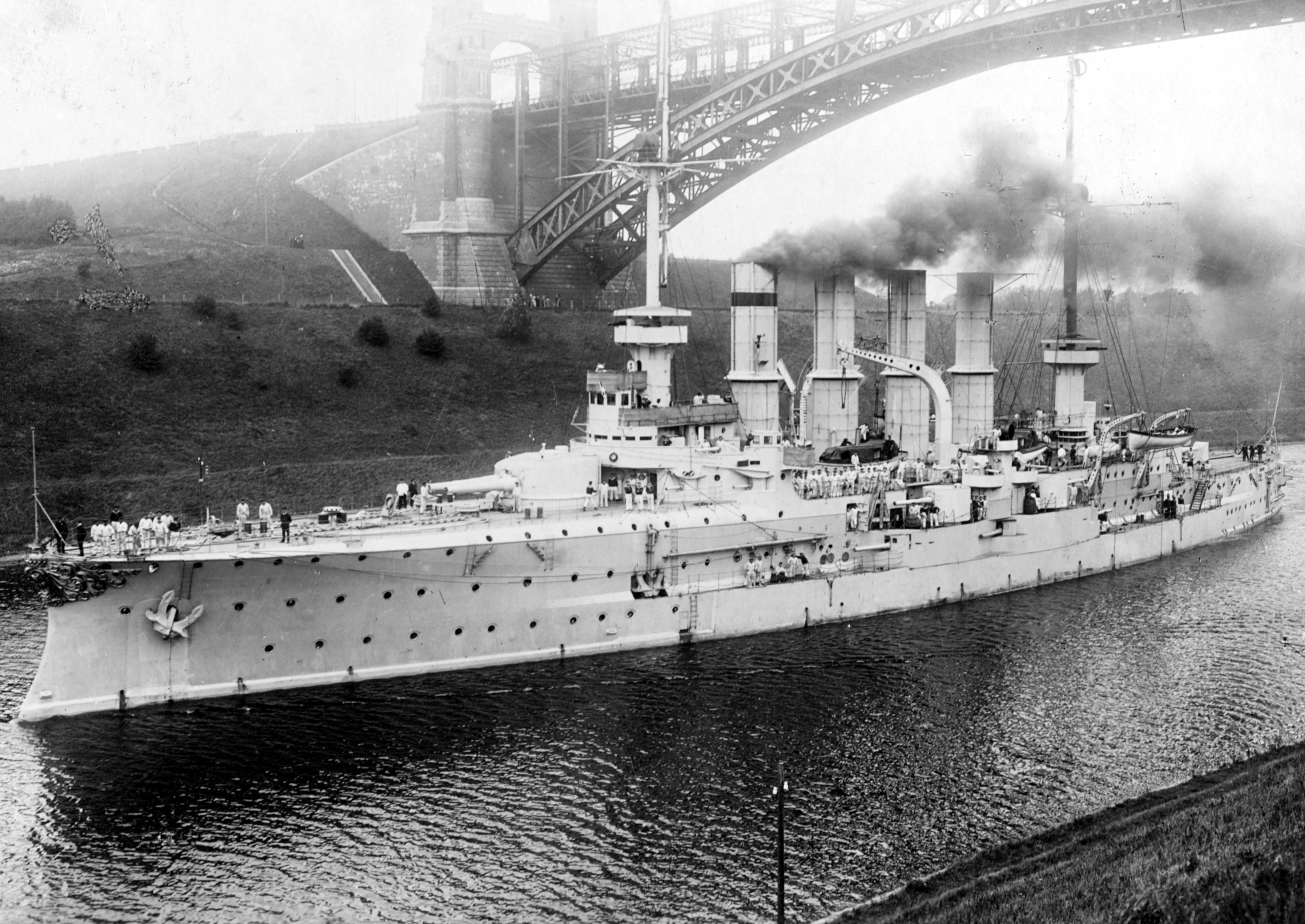
SMS Yorck passeert de Levensaubrug in het Kielerkanaal (1909)

Op zijn 17 werd hij adelborst en in 1888 werd hij bevorderd tot Unterleutnant zur See. In 1910 werd hij kapitein en kreeg de zware kruiser SMS Yorck onder zijn bevel.
Twee maanden na de uitbraak van de Eerste Wereldoorlog werd hij kapitein van de slagkruiser SMS Derfflinger. Met dit schip participeerde hij in januari 1915 in de Slag bij de Doggersbank. In september 1915 werd hij bevelvoerder van de Tweede Verkenningsgroep met vijf lichte kruisers (SMS Stuttgart, SMS Hamburg, SMS München, SMS Stettin en SMS Frauenlob). Met deze kruisers nam hij deel aan de Slag bij Jutland.
In november 1916 volgde zijn bevordering tot schout-bij-nacht (Konteradmiral). Hij kreeg de Vierde Verkenningsgroep onder zijn bevel, bestaande uit zes lichte kruisers, waaronder zijn vlaggenschip SMS Königsberg. In november 1917 gaf hij opdracht tot het vegen van zeemijnen die leidde tot de Tweede Slag bij Helgoland. Geconfronteerd met een verrassingsaanval door een numeriek superieure Britse macht, trok hij succesvol zijn groep terug onder de bescherming van de slagschepen SMS Kaiser en SMS Kaiserin.
Het einde van de Eerste Wereldoorlog begon met een wapenstilstand op 11 november 1918. De Duitse oorlogsschepen, onder bevel van vice-admiraal von Reuter, werden naar Scapa Flow gebracht en daar opgelegd in afwachting op een definitieve regeling. Von Reuter had de plaats ingenomen van admiraal Franz von Hipper, de bevelhebber van de Hochseeflotte, omdat hij weigerde de schepen naar Scapa Flow te brengen.
Hij bleef bij de vloot in Scapa Flow. Voor zijn vertrek uit Duitsland was er al afgesproken dat de Duitse vloot niet in vijandelijke handen mocht vallen. De Britten hadden al het contact verboden, alleen gecensureerde brieven kwamen door alsmede Engelse kranten met een vertraging van enkele dagen. Op 20 juni 1919 las hij dat Duitsland een ultimatum was gesteld. Als het land niet akkoord zou gaan met de geallieerde voorstellen voor 19:00 uur op 20 juni 1919 zouden de vijandelijkheden worden hervat. Het nieuws was achterhaald, het ultimatum was met enkele dagen uitgesteld, maar Reuter kon dit niet weten. Hij gaf op 20 juni het bevel de schepen de volgende dag tot zinken te brengen.
Rond het middaguur van 21 juni 1919 werd gepoogd alle 74 schepen tot zinken te brengen om te voorkomen dat ze in Britse handen vielen. Binnen vijf uur zonken tien slagschepen, vijf slagkruisers, vier lichte kruisers en 32 torpedoboten. Het slagschip SMS Baden, vier lichte kruisers en 14 torpedoboten werden door Brits marinepersoneel tijdig aan de grond gezet in ondiep water. De negen Duitse zeelieden die bij het doen zinken omkwamen waren de laatste slachtoffers van de Eerste Wereldoorlog. Von Reuter werd krijgsgevangene samen met 1773 man. In Duitsland werd hij beschouwd als een held die de eer van de marine had beschermd. Terwijl de meeste gevangen Duitsers spoedig naar Duitsland terugkwamen, keerde von Reuter pas eind januari 1920 terug.

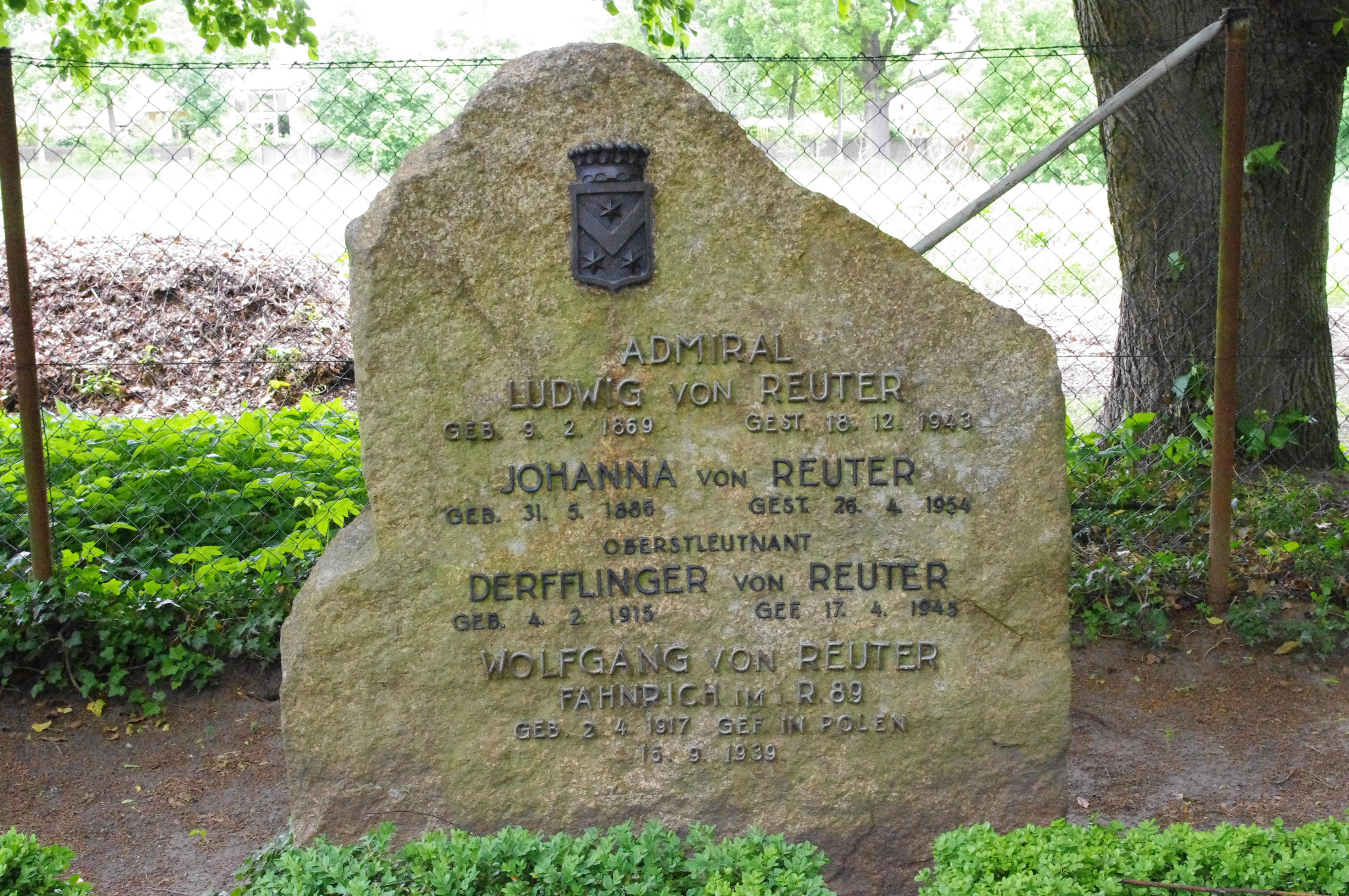
Graf van Ludwig von Reuter

Vijf maanden na zijn terugkomst, werd von Reuter verzocht zijn ontslag in te dienen. Het  Verdrag van Versailles verplichtte Duitsland de omvang van zijn marine drastisch te verminderen. Hij schreef een boek met de titel Scapa Flow-Das Grab der deutschen Flotte. Op 29 augustus 1939 werd hij admiraal bij de viering van de 25ste verjaardag van de Slag bij Tannenberg. Op 18 december 1943 overleed hij aan een hartaanval in Potsdam.

## Onderscheidingen
- Orde van de Rode Adelaar, 2e Klasse met Eikenloof en Zwaarden[3]
- Kroonorde, 2e Klasse[3]
- Ridder in de Huisorde van Hohenzollern met Zwaarden[3]
- IJzeren Kruis 1914, 1e Klasse en 2e Klasse[3]
- Onderscheiding voor Trouwe Dienst (Pruisen)[3]
- Kruis der Derde Klasse in de Orde van Militaire Verdienste met Kroon en Zwaarden[3]
- Hanseatenkruis Hamburg[3]
- Friedrich August-Kruis, 1e Klasse[3]
- Commandeur der Tweede Klasse in de Albrechtsorde met Zwaarden[3]
- Erekruis voor Frontstrijders in de Wereldoorlog[3]